# Relations entre les États-Unis et la France de 1958 à 1969

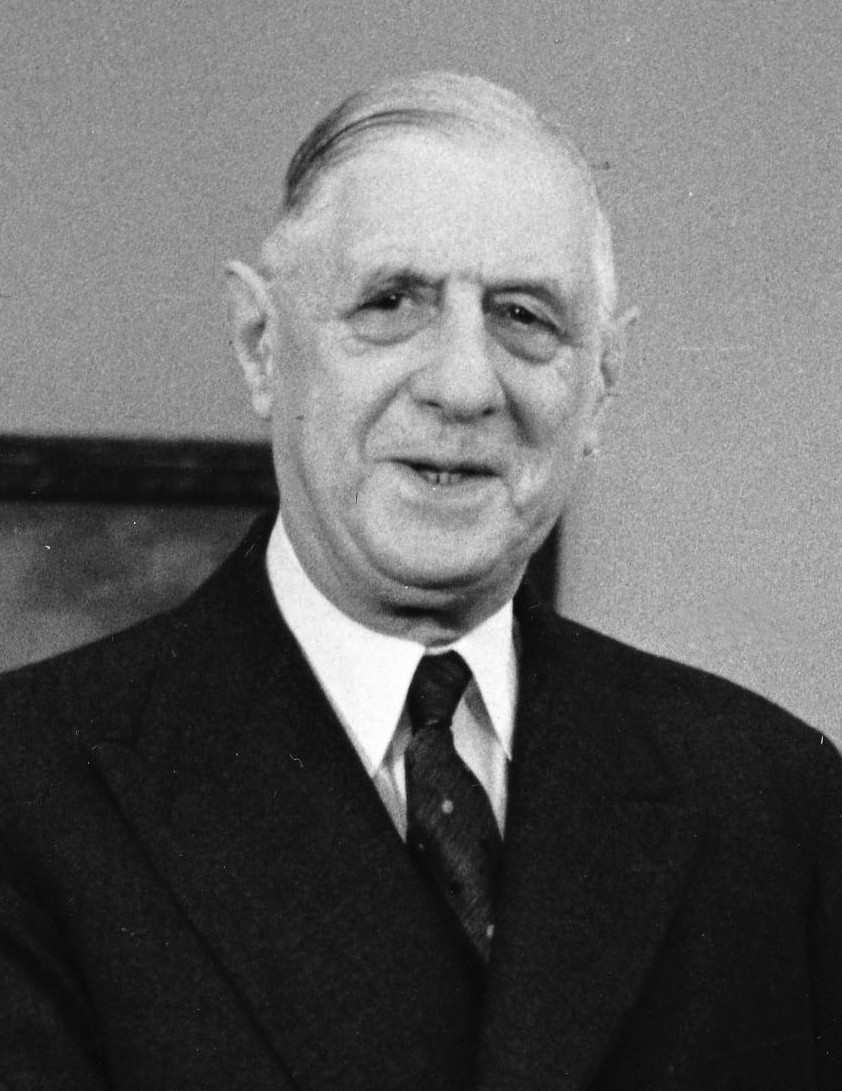
Charles de Gaulle-1963

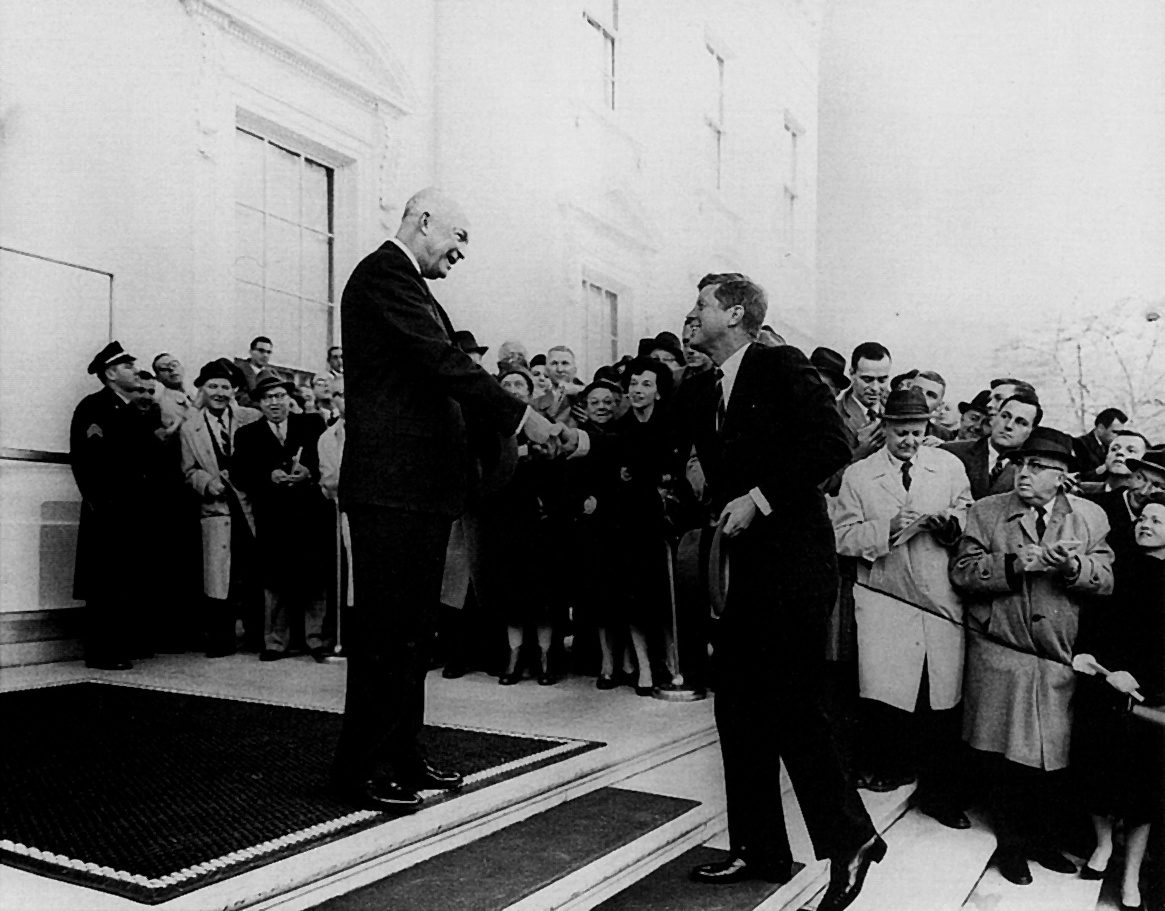
Eisenhower et Kennedy en décembre 1960

Les relations entre les États-Unis et la France pendant la présidence du général de Gaulle de 1958 à 1969 sont marquées par sa volonté d'affirmer l'indépendance de la France sans pour autant que l'appartenance de la France au camp occidental ne soit remise en cause. Durant la période des crises du début des années 1960, qu'il s'agisse de Berlin ou de Cuba, les positions de fermeté prises par la France sont le plus souvent proches de celles de la diplomatie américaine. Il en va de même globalement pour ce qui est de la volonté de détente partagée par les présidents américains qui se succèdent pendant la présidence de de Gaulle, dont la mise en œuvre toutefois est source de dissensions, les premiers souhaitant qu'elle soit pilotée par les États-Unis, ce dernier voulant qu'elle soit essentiellement européenne. Le devenir de l'Europe, celui de l'Alliance atlantique et les questions de sécurité et de dissuasion nucléaire sont cause des tensions les plus vives entre les deux pays, qui culminent en 1966 avec la sortie de la France de l'organisation militaire intégrée de l'Alliance atlantique.
Les relations franco-américaines se dégradent au fil du temps pendant la présidence de de Gaulle : globalement bonnes avec Eisenhower, du fait de leur passé commun et de la menace soviétique, elles vont se tendre avec Kennedy qui n'accepte pas que la France conteste la prééminence américaine, pour devenir franchement mauvaises avec Johnson du fait de la multiplication des sujets de désaccord qui ne sont plus seulement limités à l'OTAN et à l'Europe, mais concernent aussi l'Asie, la guerre du Viêt Nam y faisant rage, les autres continents et les questions économiques.

## Le rétablissement du statut de la France comme grande puissance occidentale
Pour un article plus général, voir Politique de « grandeur » du général de Gaulle (1958-1969).
Le 1er juin 1958, Charles de Gaulle est investi à la tête du gouvernement français, avec les pleins pouvoirs pour régler la crise algérienne. Il est très vite clair qu'il veut décider par lui-même des orientations de politique étrangère du pays. La France de la IVe république était vue par Washington comme un allié faible, peu fiable, englué dans un colonialisme dépassé, mais pour autant incontournable dans toute vision à long terme de l'Europe et de la sécurité du monde occidental ; mais ne voyant pas avancer le règlement de la question algérienne, et devant les difficultés de dialoguer efficacement avec les gouvernements successifs, les Américains finissent par souhaiter le retour au pouvoir du Général de Gaulle. Pour autant, ils savent d'expérience de leurs relations tumultueuses pendant la seconde Guerre mondiale qu'il ne sera pas un allié facile.
Du 2 au 4 septembre 1959, Eisenhower est en visite officielle en France, dont de Gaulle souhaite qu'elle soit très amicale et chaleureuse. En effet, les relations entre les deux hommes, héritées de la guerre, sont bonnes et empreintes d'un profond respect réciproque. À son tour, de Gaulle se rend aux États-Unis du 22 au 29 avril 1960, où il bénéficie d'un accueil exceptionnel,. Pour son ministre des affaires étrangères, Maurice Couve de Murville , « jamais les relations franco-américaines ne furent plus confiantes qu'à cette époque ».
L'énergie déployée par de Gaulle et les prises de position fortes qu'il prend dans toutes les discussions entre occidentaux concernant la seconde crise de Berlin redonnent indiscutablement à la France une place importante au sein du jeu diplomatique. Cette crise est l'occasion pour de Gaulle de montrer clairement sa solidarité occidentale. Face à l'ultimatum lancé par Khrouchtchev 27 novembre 1958, il adopte une attitude de fermeté, en ligne avec les vues d'Eisenhower. Le 14 décembre 1958, les alliés occidentaux rejettent l'ultimatum soviétique de retrait de leurs forces de Berlin,. En témoigne symboliquement le fait que le sommet des trois puissances occidentales et la RFA pour préparer le sommet prochain avec les Soviétiques se tient à Paris le 19 décembre 1959, et que celui-ci a lieu également dans la capitale française le 14 mai 1960. Le survol du territoire soviétique par un avion U2 américain quelques jours avant le sommet le fait avorter ; de Gaulle fait preuve de solidarité occidentale avec Eisenhower qui lui en est sait gré.
La priorité est pour de Gaulle de régler la question algérienne, qui va ainsi obérer jusqu'en 1962 les marges de manœuvre de la diplomatie française. Les années 1958-1962 constituent donc une première phase de la politique extérieure menée par de Gaulle et « Couve » vis-à-vis des alliés européens et de l'allié américain, empreinte de pragmatisme mais qui annonce déjà les orientations plus en rupture qui seront prises ultérieurement. La question algérienne, mais aussi la non-possession de l'arme nucléaire et les tensions répétées avec l'Union soviétique commandent que la France affiche très clairement son appartenance au bloc de l'Ouest. Dès le13 juin 1958, de Gaulle énonce les fondamentaux de son action extérieure : « Dans le monde occidental auquel nous appartenons, sans devoir nous y confiner, prendre une place qui nous soit propre, mener une action qui soit notre action, en vue de servir à la fois le pays et la sécurité ».
Sans attendre que s'esquisse la fin de la crise algérienne, de Gaulle souhaite tout à la fois resserrer les liens avec Washington et que soit mise en place une organisation tripartite, avec les États-Unis et la Grande-Bretagne, qui prendrait les décisions stratégiques à l'échelle du monde, et coifferait l'Alliance atlantique dont il estime qu'elle ne répond plus sous sa forme actuelle aux conditions de sécurité du monde libre.
Les évènements de l'été 1958 le confortent dans cette nécessité que la France retrouve son rang dans le concert des nations. Le 1er juillet 1958, les États-Unis envoient des troupes au Liban pour protéger le régime pro-occidental, sans en avertir au préalable la France. Le 3 juillet 1958, la signature d'un accord très étendu de coopération nucléaire entre les États-Unis et la Grande-Bretagne illustre les liens privilégiés entre les deux puissances et le risque de marginalisation de la France en résultant.
Aussi le 17 septembre 1958, il adresse un mémorandum dans ce sens à Eisenhower et Macmillan. Sans que de Gaulle en soit très surpris, la réponse d'Eisenhower transmise le 20 octobre 1958 oppose une quasi fin de non-recevoir aux principales propositions françaises : le Président américain considère que l'Alliance atlantique constitue le cadre adéquat de discussion de la sécurité en Europe et que les États-Unis ont pris la mesure de la menace communiste dans le monde via un vaste réseau d'alliances couvrant l'ensemble des régions du monde. La réponse américaine est aussi motivée par les réactions très hostiles des autres pays européens, notamment les Allemands et les Italiens, à l'idée d'un directoire à trois des affaires du monde.
Avec l'arrivée de Kennedy en janvier 1961, une ère nouvelle commence. Du 31 mai 1961 au 2 juin, de Gaulle et Kennedy ont plusieurs entretiens à Paris. Ils constatent leur accord sur l'objectif général de paix et de détente ainsi que sur la question de Berlin, mais le Président américain entend bien faire prévaloir la prééminence des États-Unis en matière nucléaire et de fonctionnement de l'Alliance atlantique. De retour à Washington, Kennedy constate que les désaccords avec la France sont mineurs, sauf sur la question de l'OTAN et de la possession d'armes nucléaires par la France,.

## La maîtrise de sa défense par la France et la sortie de l'OTAN
De Gaulle définit très vite ce que seront tout au long de sa présidence les principes fondamentaux de sa politique de défense et amorce sa remise en cause des modes de fonctionnement existants de l'OTAN. Le 17 juin 1958, il réunit un Comité de défense au cours duquel il affirme que « notre place dans l'organisation de l'OTAN doit être reconsidérée » et pose les conditions au stockage d'armes nucléaires tactiques américaines sur le sol français. Le 22 juillet 1958 de Gaulle confirme l'ordre d'expérimenter l'arme nucléaire pendant le premier trimestre 1960 ce qui sera fait le 13 février 1960, avec le premier essai nucléaire français à Reggane dans le Sahara. Le 3 novembre 1959, de Gaulle déclare qu'il faut que la « défense de la France soit française », que le système de l'intégration - sous-entendu au sein de l'OTAN - a vécu même s'il faut que « la défense de la France soit, le cas échéant, conjuguée avec la défense d'autres pays », et qu'elle doit reposer sur une force de frappe basée sur un armement atomique.
Au cours du premier semestre 1959, de Gaulle décide d'appuyer ses demandes auprès des Américains par des actes concrets. En mars 1959, il décide unilatéralement de retirer la flotte française de Méditerranée du commandement intégré de l'OTAN ; la portée militaire de la décision est faible, mais les Américains en mesurent la portée politique et Eisenhower écrit à de Gaulle pour lui demander de revenir sur sa décision, sans autre effet que soient négociées des modalités de coopération. En mai de la même année, de Gaulle refuse que des armes atomiques tactiques de l'OTAN soient stockées sur le territoire français, dès lors que la France n'a pas le contrôle de leur utilisation. Ces deux décisions politiquement spectaculaires sont en fait les conséquences directes du manque de soutien des États-Unis dans la politique algérienne de la France, de leur refus de donner suite à la demande de gouvernance tripartite et de réorganisation de l'OTAN formulée par de Gaulle dans son mémorandum de septembre 1958 et enfin de l'absence d'aide américaine au programme nucléaire français. Le 16 décembre 1960, lors de la réunion du Conseil Atlantique, les États-Unis proposent la création d'une force nucléaire multilatérale sous le commandement de l'OTAN (MLF), mais dont ils conservent in fine la décision d'emploi. Proche de la fin de son mandat, Eisenhower n'accède à aucune des demandes de la France. De plus, la diplomatie américaine a peu de marges de négociation en matière nucléaire dont l'application de la réglementation très stricte définie par la loi (Atomic Energy Act) est sous contrôle de la Commission de l'énergie atomique, organe indépendant du pouvoir exécutif.
Le 17 mai 1961 Kennedy relance la proposition de créer au sein de l'OTAN une force nucléaire multilatérale (MLF) et, un mois plus tard, le 27 juin 1962 il fait publiquement état de son hostilité au développement d'une force de dissuasion nucléaire indépendante par la France,. La crise des missiles de Cuba renforce les Américains dans leur conviction qu'il serait trop dangereux qu'existent plusieurs centres de décision relatifs à l'éventuel emploi de l'arme nucléaire et qu'ils doivent donc en conserver seuls la responsabilité. De Gaulle en tire la conclusion inverse : cette crise montre une fois de plus que les États-Unis prennent seuls les décisions, sans y associer leurs alliés, et que par conséquent si la France veut rester maîtresse de sa sécurité, elle doit posséder l'arme nucléaire et garder le contrôle complet de sa stratégie d'emploi éventuel,.
Le 29 juillet 1963 de Gaulle annonce que la France ne signera pas le Traité d'interdiction partielle des essais nucléaires, dont la poursuite est indispensable au développement de la force de frappe française.
Le 27 avril 1965, de Gaulle expose sa vision de la politique étrangère et de défense de la France dans une allocution radio-télévisée au cours de laquelle il réaffirme qu' « au point de vue de la sécurité, notre indépendance exige, à l'ère atomique où nous sommes, que nous ayons les moyens de dissuader nous-mêmes un éventuel agresseur sans préjudice de nos alliances mais sans que nos alliés tiennent notre destin dans leurs mains ».
Le 9 septembre 1965, de Gaulle annonce que le retrait français de l’OTAN interviendra au plus tard en 1969. Le 7 mars 1966, de Gaulle écrit à Johnson pour lui annoncer sa décision de retirer la France de l'organisation militaire intégrée de l'OTAN, tout en affirmant sa volonté que la France reste membre de l'Alliance Atlantique, au-delà du premier terme de 20 ans dont l'échéance est en avril 1969.
Le 1er juillet 1968, le traité sur la non-prolifération des armes nucléaires est signé par les États-Unis, l'URSS et la Grande-Bretagne. La France ne signe pas, tout en annonçant qu'elle en respectera l'esprit.

## L'Europe, "européenne" ou "atlantique", la remise en cause des blocs
Pour des articles plus généraux, voir Bloc de l'Est et Bloc de l'Ouest.
La fin de la guerre d'Algérie avec la signature des accords d'Évian le 18 mars 1962, et la fin de l'état de crise avec l'Union soviétique à Berlin et à Cuba donnent de nouvelles marges de manœuvre à la diplomatie française, dont les orientations plus affirmées contre la politique des blocs et contre la guerre au Vietnam vont creuser les divergences avec les États-Unis. Le long entretien du 11 mai 1962 entre Kennedy et Malraux met en évidence l'ampleur des divergences de vue entre les deux pays.
Le désaccord avec les États-Unis sur le devenir de l'Europe occidentale devient de plus en plus net et public en 1962. De Gaulle appelle de ses vœux une Europe la plus autonome possible des États-Unis, tandis que Kennedy tout en souhaitant le renforcement de la communauté européenne propose qu'elle établisse un partenariat étroit avec les États-Unis au sein d'une vaste communauté atlantique. Il découle de cette opposition que de Gaulle est réticent à l'entrée de la Grande-Bretagne dans la CEE, tandis que les États-Unis la poussent fortement. Le 14 janvier 1963, lors d'une conférence de presse, de Gaulle confirme son opposition à la poursuite des négociations relatives à son entrée dans la CEE, arguant que les adaptations nécessaires à son entrée risqueraient d'en transformer à terme la nature, et « qu'en définitive il apparaîtrait une Communauté atlantique colossale sous dépendance et direction américaine et qui aurait tôt fait d'absorber la Communauté européenne ». Cette annonce provoque des réactions très négatives dans la plupart des pays européens et aux États-Unis qui vont notamment réussir à contrecarrer les plans d'alliance forte entre la RFA et la France.
De Gaulle réitère régulièrement sa vision d'une Europe indépendante ; lors de sa conférence de presse du 23 juillet 1964, il dit que « les choses ont évidemment changé, parce que les pays occidentaux de notre ancien continent ont refait leur économie, ils sont en train de refaire leurs forces militaires, l'un d'eux qui est la France accède à la puissance nucléaire, et puis ils ont pris conscience des liens qui les rapprochent. De ce fait l'Europe apparaît comme une entité capable de vivre sa vie parce qu'elle est pleine de valeurs et de moyens. Capable de vivre sa vie à elle. Non pas bien entendu en opposition avec le Nouveau Monde, mais bien à côté de lui ».
Très tôt convaincu de la nécessité d'une détente entre les deux blocs, de Gaulle pense que la France et l'Europe doivent y jouer un rôle clef. Il met en avant cette idée lors de sa rencontre le 1er avril 1960 avec Khrouchtchev,. Malgré l'échec du sommet des quatre grandes puissances la mi-mai 1960 à Paris, de Gaulle réaffirme quelques jours plus tard ce qu'il voit être les trois conditions pour la paix dans le monde : la détente, qu'il définit comme « la pratique de relations améliorées, excluant les actes et les discours provocants, et multipliant les échanges économiques, culturels, touristiques, de telle sorte que soit créée une atmosphère d'apaisement », le désarmement et un début de coopération organisée entre l'Est et l'Ouest
La rencontre avec Adenauer du 29 juillet 1960  marque l'inflexion de la France vers une politique plus européenne après les vaines tentatives d'une entente privilégiée avec les Américains et les Britanniques. Elle aboutit à la signature 22 janvier 1963 du traité de l'Élysée entre la France et la RFA, dont le contenu est largement vidé de son sens lors de sa ratification, par l'ajout d'un préambule réaffirmant l'attachement de la RFA à l'atlantisme, et à l'OTAN, suivant les vœux des États-Unis, marquant les limites d'une politique extérieure européenne hors des deux blocs, qui rencontre aussi une opposition croissante tant en France qu'en RFA. Quelques mois plus tard, le succès de la visite de Kennedy en Europe, et le retentissement de son discours à Berlin le 26 juin 1963 où devant une foule considérable il prononce les mots "Ich bin ein Berliner" éclipsent la tournée faîte peu auparavant par de Gaulle en Allemagne de l'Ouest. Les Américains réussissent ainsi à contrer durablement la formation d'un partenariat politique franco-allemand fort, aidés en cela par l'attitude très atlantisme du Chancelier Erhard qui succède à Adenauer en octobre 1963. Le 23 juillet 1964, au cours d'une de ses conférences de presse régulières, de Gaulle exprime sa déception quant aux relations entre la France et le RFA.
De Gaulle réaffirme en 1965 sa conviction que la paix en Europe et la résolution de la question allemande en suspens depuis vingt ans sont avant tout l'affaire des européens, y incluant bien sûr l'Union soviétique avec laquelle il renforce les relations et où il se prépare à se rendre ,. Le 20 juin 1966 de Gaulle rencontre Brejnev et tente de faire prévaloir sa conception de la détente, mais il a peu de soutien en Europe et la politique extérieure américaine est presque entièrement absorbée par la guerre au Vietnam. La détente ne s'instaure vraiment qu'en 1969, après la démission de de Gaulle le 28 avril 1969, sous l'impulsion du nouveau Président américain, Richard Nixon, et du nouveau Chancelier allemand, Willy Brandt qui mène l'Ostpolitik.
Peu après son élection, Nixon entreprend une tournée en Europe. Il rencontre de Gaulle le 28 février 1969,. Les deux hommes se rencontrent à nouveau le 31 mars suivant à l'occasion des funérailles d'Eisenhower. Le démission de de Gaulle quelques semaines plus tard interrompt cette amorce d'une ère plus positive dans les relations franco-américaines après les tensions extrêmes durant la présidence de Johnson. Sur plusieurs axes stratégiques, la politique extérieure de Nixon et de Kissinger rejoint la vision de de Gaulle, avec la fin de l'engagement américain au Vietnam, les contacts avec la Chine communiste et la politique de détente avec l'Union soviétique.

## Des politiques opposées en Asie
À partir de 1963, les désaccords entre Américains et Français sont de plus en plus nombreux et profonds, au point que l'on peut parler d'une véritable brouille. L'absence de relation entre Johnson et de Gaulle en est un marqueur  clair : les deux hommes, qui disent ne pas s'apprécier, n'auront aucun échange approfondi. Le fossé s'élargit sur les thèmes de discorde anciens - l'organisation de l'OTAN et la conception de l'Europe - tandis qu'apparaissent de nouveaux thèmes, celui de l'Asie et du Vietnam étant le plus spectaculaire.
Le 27 janvier 1964, la France reconnaît la République populaire de Chine, ce que de Gaulle justifie en expliquant simplement qu' « en nouant avec cet Etat des relations officielles, comme maintes autres nations libres l'ont fait auparavant, et comme nous l'avons fait avec d'autres pays qui subissent des régimes analogues, la France ne fait que reconnaître le monde tel qu'il est »,. Cette décision contrecarre la politique des États-Unis qui soutiennent Taïwan, s'opposent à l'entrée de la Chine communiste à l'ONU et lui attribuent un rôle majeur dans le développement de la subversion communiste en Asie du Sud-Est. Ils considèrent que la politique française est contraire aux intérêts du monde libre.
Alors que la France soutient une politique de neutralité des pays composant le Sud-Est asiatique, les États-Unis soutiennent au contraire que ces pays doivent être clairement dans le camp occidental, et interviennent en particulier au Sud Viêt Nam. Déjà en 1961, lors de ses entretiens avec Kennedy, de Gaulle lui conseille que l'Amérique ne dépense pas ses forces dans de vains combats en Indochine. À partir de 1963, la France exprime publiquement qu'elle ne soutient pas la politique américaine dans la région. Johnson engage définitivement les États-Unis dans la guerre du Viêt Nam avec des moyens militaires considérables. La réunion de l'OTASE en avril 1964 tourne à l'affrontement entre Français et Américains, il s'avère impossible de trouver un accord et la France ne participera plus à une seule réunion ministérielle de l'OTASE. Durant la seconde moitié de 1964, de nombreux échanges diplomatiques ont lieu, souvent à l'initiative des Américains qui cherchent à convaincre de Gaulle du bien-fondé de leur intervention, sans succès. En réaction aux premiers bombardements américains sur le Nord Viêt Nam, la France propose la tenue d'une conférence internationale, ce que rejette immédiatement les États-Unis. La guerre s'intensifie sans que s'installe d'aucune manière un processus de paix. De Gaulle décide de monter encore d'un cran le niveau de sa critique à l'égard de la politique américaine à l'occasion de son Discours de Phnom Penh le 1er septembre 1966.

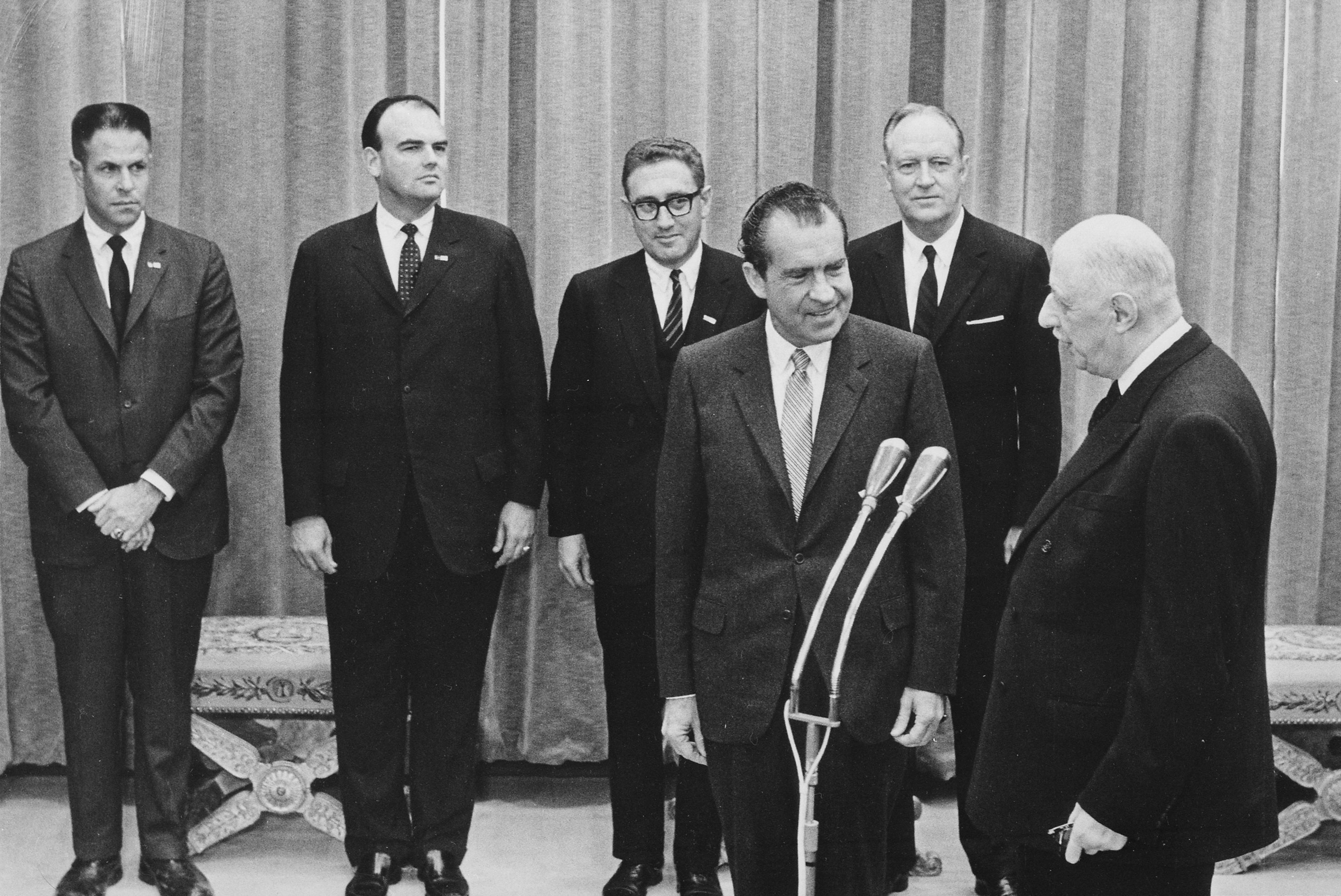
Février 1969, de Gaulle reçoit Nixon, quatrième président des États-Unis des années 58-69 durant lesquelles il dirigea la France. Nixon vouait une grande admiration à de Gaulle, et comme lui entreprit une politique étrangère en rupture avec ses prédécesseurs.

Si la position de la France provoque de nombreuses critiques, elle est de plus en plus largement soutenue par les opinions publiques et met la France au centre du jeu diplomatique qui s'intensifie à l'Ouest comme à l'Est pour que se noue une négociation de paix. La situation finit par se débloquer avec l'annonce par Johnson le 31 mars 1968 de l'arrêt des bombardements sur le Nord Viêt Nam. La première rencontre entre les délégations américaine et nord-vietnamienne a lieu le 13 mai 1968 à Paris. De Gaulle salue la décision courageuse prise par les Américains. Nixon poursuivra dans cette voie de la recherche d'un accord de paix, mais ce n'est qu'en 1973 qu'il sera trouvé.

## La contestation de l'hégémonie américaine
De Gaulle a toujours contesté la suprématie des États-Unis sur l'ensemble du monde occidental. Non qu'il ne reconnaisse pas la puissance américaine et son rôle pour assurer la sécurité de l'Europe tant que les tensions avec la Russie sont fortes, mais il refuse que cette puissance soit utilisée dans tous les domaines pour imposer leurs vues, qu'il s'agisse de géostratégie, de dissuasion nucléaire ou bien encore d'économie ou de culture. Il s'agit de défendre la civilisation française contre l'impérialisme américain qui met sa puissance et sa politique au service de ses intérêts économiques et financiers, et propage dans le monde sa langue, sa culture et l'american way of life. Pour autant, de Gaulle se défend d'être anti-américain ; par exemple, lors d'un entretien télévisé fin 1965, il dit :« je ne suis pas anti-américain parce qu'actuellement je n'accompagne pas les américains toujours, et en particulier, par exemple dans la politique qu'ils mènent en Asie » .
Dans le domaine financier, la dépendance de la France vis-à-vis des États-Unis est grande quand de Gaulle revient au pouvoir. Lancé dès le second semestre de 1958, le plan de stabilisation Pinay-Rueff amorce l'assainissement financier afin de reconstituer les réserves monétaires et d'or, et de rembourser la dette contractée auprès des États-Unis, éliminant ainsi un des facteurs de dépendance à leur égard qui a pesé sur la diplomatie française tout au long de la IVe République. Le 4 février 1965, de Gaulle critique aussi la prédominance du dollar dans le système monétaire international et préconise le retour à l'étalon or.
Dans le domaine économique et commercial, les États-Unis prennent l'initiative d'une grande négociation tarifaire avec l'Europe, qui prend le nom de Kennedy Round dont l'objectif est de créer une vaste zone atlantique de libre-échange et en particulier de faciliter l'accès des céréales américaines au marché européen. Les négociations durent trois ans, de mai 1964 à mai 1967. Elles sont l'occasion de tensions au sein même des six membres de la CEE et entre les Américains et les Français notamment sur ce dernier point. La France finit par obtenir gain de cause auprès de ses partenaires européens sur la fixation d'un prix unique pour les céréales, qui constitue un des fondements de la Politique agricole commune européenne.